# Abies hidalgensis
Abies hidalgensis é uma espécie de conífera da família Pinaceae.
Apenas pode ser encontrada no México.